# Antoine L'Écuyer
Antoine L'Écuyer est un acteur québécois , né le 26 mars 1997 à Montréal (Québec, Canada) d'un père d'origine italienne et d'une mère québécoise[réf. souhaitée].

## Biographie
Antoine L'Écuyer est né à Montréal le 26 mars 1997. Il est le petit-fils de l’acteur Guy L'Écuyer .
Il est principalement connu grâce au film C'est pas moi, je le jure! sorti en 2008, dans lequel il interprète le personnage principal et par celui du protagoniste de la minisérie Mon fils où sa prestation dans le rôle d’un jeune homme atteint de schizophrénie lui vaut un Prix Gémeaux du premier rôle masculin dans une série dramatique. Il n'a pas fait d'études dans une école afin de devenir acteur puisqu'il n'aurait pas pu travailler en même temps. Il aime toutefois prendre plusieurs types de cours afin d'améliorer son jeu.
Antoine a appris le Muay Thai (boxe thaïlandaise). Ça lui permet d'améliorer son travail d'acteur et ça lui permet de se percevoir dans l’espace (proprioception).

## Carrière
Antoine a songé avoir une carrière d'acteur vers l'âge de 15 ou 16 ans. Il travaillait déjà dans ce domaine depuis qu'il a 10 ans,.
En 2008, Antoine décroche son premier rôle  dans le film C'est pas moi, je le jure!.
En 2014, il interprète le rôle de Sam dans le long métrage La Garde. L'année suivante, il interprète le rôle de Jérémie Otis dans le long métrage Le Bruit des arbres.
De 2015 à 2019, il interprète le rôle d'Olivier dans la série télévisée Jérémie,.
En 2017, il interprète le rôle de Martin Lessard dans la série télévisée Victor Lessard.
En 2020, il interprète le rôle de Jacob, un jeune ayant un diagnostic de schizophrénie, dans la série Mon fils. Il a fait des recherches et rencontrer un psychiatre afin de bien interpréter son rôle. 
En 2023, il interprète le rôle de Jordan Gauthier dans la série quotidienne Indéfendable.
De 2023 à 2024, il interprète Justin Bolduc dans la série télévisée Les Bracelets rouges.
En 2024, il interprète Junior Patry dans la série télévisée Stat.
L'année suivante, il interprète le personnage Soren dans la série télévisée Rouge forêt.

## Filmographie

### Télévision
- 2007 : Les Boys : Gabriel Toupin
- 2008 : Bob Graton III : Jules
- 2009-2011 : Les Rescapés : Marco
- 2015-2019 : Jérémie : Olivier
- 2017 : Victor Lessard : Martin Lessard
- 2020 : Mon fils : Jacob
- 2023 : Indéfendable : Jordan Gauthier
- 2023-2024 : Les Bracelets rouges II-III :  Justin Bolduc
- 2024 : Stat : Junior Patry
- 2025 : Rouge forêt : Soren

### Cinéma
- 2008 : C'est pas moi, je le jure! : Léon Doré
- 2009 : Pour toujours, les Canadiens : Daniel Lepage
- 2013 : Quatre Soldats : Gabriel
- 2014 : Deux temps, trois mouvements : Samuel
- 2014 : La Garde de Sylvain Archambault : Samuel « Sam » Bisaillon
- 2015 : Le Bruit des arbres : Jérémie Otis
- 2015 : Corbo de Mathieu Denis : François
- 2015 : Chorus de François Delisle : Antonin
- 2017 : La Petite Fille qui aimait trop les allumettes de Simon Lavoie : frère
- 2019 : Vivre à 100 milles à l'heure de Louis Bélanger : Daniel Patenaude (adulte)

### Clip
- 2013 : College Boy d'Indochine : Intimidateur

## Doublage
- 2009 : Astro Boy : Freddie Highmore[20]

## Théâtre
- 2009 (avril-mai) : Les Charbons - Poésie Carnivore[21]

## Distinctions
- En 2009, il a gagné le prix du meilleur acteur pour C'est pas moi, je le jure ! au Festival du film Atlantic à Halifax (Nouvelle-Écosse).
- En 2020, il remporte le prix Gémeaux dans la catégorie Meilleur premier rôle masculin : série dramatique pour son rôle de Jacob dans la série Mon fils[22].